# Fran Franković
Fran Franković (Drenova, 27. rujna 1849. – Drenova, 27. srpnja 1924.), hrvatski profesor, pedagog, autor prve hrvatske početnice
Koncem 19. i početkom 20. stoljeća, u godinama rađanja i razvitka hrvatskog školstva Istre, prof. Fran Franković, za ono vrijeme i doba tom razvitku dao je neprocjenjivi doprinos. Radom i pregalaštvom, stručnošću, vrsnim poznavanjem hrvatskog i drugih jezika te širim djelovanjem izvan škole, svrstao se u poznate prosvjetne radnike Istre, Rijeke, a napose Kastavštine. Zbog svog pedagoškog i prosvjetnog djelovanja još za života nazvan je "ocem učiteljstva Istre".
Godine 1872. završio je osmi razred i ispit zrelosti u kr. Velikoj Gimnaziji u Rijeci. Treba napomenuti da su istu gimnaziju tih godina polazili istarski preporoditelji Vjekoslav Spinčić, Matko Laginja i Matko Mandić. Tako se Fran Franković vrlo rano upoznao s tim budućim predstavnicima hrvatskog narodnog pokreta u Istri. Dok su oni kasnije djelovanje usmjerili na političku borbu, Fran Franković se kao poznati praktičar našao u školstvu. Ali njihov rad i borba za narodna prava utjecat će na političko uvjerenje i stav Frana Frankovića.
Filozofski fakultet završio je u Pragu i Beču.
Po završetku studija Fran Franković prvo mjesto dobio je u kr. Velikoj Gimnaziji u Rijeci, no ubrzo, vjerojatno na nagovor Vjekoslava Spinčića počeo je raditi u koparskoj c. kr. muškoj Učiteljskoj školi. Nakon što je 26 godina radio u koparskoj školi, zbog političkih prilika škola je 1906. god. premještena u Kastav i Fran Franković postaje njenim upraviteljem. Pri kraju 1909. Fran Franković počeo je pobolijevati pa je ravnateljstvo preuzeo prof. Vladimir Nazor.
Pored svog napornog pedagoškog rada Fran Franković uspio je napisati i "Prvu hrvatsku početnicu" koja je objavljena 1889. god. Sačuvano je bečko izdanje od 1911. (vidi sliku).
Zbog bolesti, iscrpljenosti i vlastite želje umirovljen je 1910. godine. Velikan istarskog učiteljskog pokreta doživio je tužnu sudbinu. Sve je više pobolijevao, ali i tako narušena zdravlja bio je predsjednik Narodne čitaonice u Rijeci (osn. 1856.) radi čega je od okupatorskih vlasti bio šikaniran. Idejni je začetnik i jedan od osnivača Pučke čitaonice Drenova osnovane 1908. godine. Grube i česte premetačine u kući za vrijeme d' Annunzia bile su uzrok da ga je 1920. udarila kap. Godine 1923. seli iz Rijeke u rodnu Drenovu gdje je nedugo iza smrti, ujesen 1924., u njegovoj rodnoj kući (Drenova, Tonići 8) otvorena hrvatska Pučka škola koja je tu radila do izgradnje nove školske zgrade 1930. godine na predjelu zvanom Tunić na Gornjoj Drenovi
Rodna Drenova odužila se svom velikanu na način da je novoizgrađenu školu 1987. godine nazvala Osnovna škola "Fran Franković".
Franu Frankoviću pripada časno i zasluženo mjesto, ne samo među istaknutim prosvjetnim radnicima Istre, nego i Hrvatske.